# 遠江のひよんどりとおくない
遠江のひよんどりとおくない（とおとうみのひよんどりとおくない）は、静岡県西部地方（遠江）に伝わる民俗芸能「ひよんどり」と「おくない」を総称した文化財指定名称。国指定の重要無形民俗文化財。主に1月の初頭に行われている。

## 概要
おくないは「オコナイ」が訛ったものといわれる。「オコナイ」は古くから寺院などで行われてきた修正会と豊作祈願が結び付いた村落の年頭行事で、この「オコナイ」のうち松明行事を含むものを「火踊り」といい、これが転訛してひよんどりと呼ぶようになったと考えられている。土地により演目に差異はみられるものの、「ひよんどり」と「おくない」いずれもその基盤は同一同根で共通性がある。国指定の重要無形民俗文化財としてそれぞれ次の三つの芸能と保存団体が登録されている。
- 川名ひよんどり（浜松市浜名区引佐町川名）毎年1月4日に福満寺薬師堂にて舞を奉納。稲むらの舞は如来の宝前に飾られた太い注連縄をもぎ取ってたすきに掛けて舞う。ほかに川名川上流に鎮座する六所神社の神前などで猪追いの儀を行うなどする。（→川名ひよんどり保存会）

- 寺野ひよんどり（浜松市浜名区引佐町渋川）毎年1月3日集落の中程にある宝蔵寺観音堂（通称三日堂）にて修正会延年の芸能が演じられる。奉納に先立ち結界作法の舞、三鬼の舞などの火踊り（＝ひよんどり）が行われる。三鬼の舞は奥三河などの花祭りで見られるものと同系で鳳来寺の三鬼伝説との関わりが指摘されている。（→寺野伝承保存会）

- 懐山おくない（浜松市天竜区懐山）毎年1月3日に地区の泰蔵院で行われる。修正会の行事ではあるが、田遊びに加えて神楽系や猿楽系の歌舞が演じられる。（→懐山おくない保存会）

## その他のおくない
登録文化財ではないが、伝承は次の地区においても行われている。
- 滝沢おくない（浜松市浜名区滝沢町） - 毎年1月4日
- 神沢おくない（浜松市天竜区神沢） - 毎年1月5日に天竜区神沢の阿弥陀堂にて行われる。昭和30年代に途絶えたが、昭和50年に地元の中学生がクラブ活動などで継承し、平成21年およそ半世紀ぶりに復興を遂げた。（→神沢おくない継承同好会）